# Mohammedan Sporting Club
Mohammedan Sporting Club (MSC) is een sportclub in Bangladesh met naast voetbal afdelingen voor cricket, volleybal, badminton, hockey en schaken. De club is gevestigd in Dhaka en er zijn in het land meerdere lokale vestigingen.

## Prestaties

### Voetbal
De club won in 1982 het Ashis-Jabbar Shield-toernooi, dat werd gehouden in Durgapur. De Iraniër Nasser Hejazi is een voormalig coach.

#### Prestaties in AFC-competities
- AFC Champions League:

1987: Kwalificatie
1989: Groepsfase
1990: Kwalificatie
1991: Kwartfinales
1991: Groepsfase
1998: Eerste ronde
- AFC Cup:

2006: Groepsfase
- Aziatische beker voor bekerwinnaars:

1990/91: 2de ronde
1992/93: 3de ronde
1993/94: 2de ronde
1996/97: 2de ronde
- Bangladesh Professional Football League:

2001/02
2005/06

#### Clubtopscoorder
| Jaar | Speler                | Doelpunten |
| ---- | --------------------- | ---------- |
| 2008 | Alamu Bukola Olalekan | 18         |

## Bekende (ex-)spelers
- Alamu Bukola Olalekan
- Peter Thangaraj

### Cricket
De club won een aantal keren de Dhaka Cricket League en drie keer de Damal Summer Cricket League.

### Overige sporten
De club won tussen 1967 en 1969 het nationale volleybaltoernooi. Kamrunnahar Dana van de Dhaka Mohammedan Club won de triple-kroon in Sputnik Badminton in 1981 en ook het Biman Badminton in 1982, 1983, 1984 en 1985. De club was kampioen in het nationale badmintontoernooi in 1982, 1983 en 1985.
Mohammedan Sporting Club werd ook kampioen in hockey van 1993 tot 1996 in de Premier Division Hockey League en ook in 1997 werden ze kampioen in de Premier League Division.